# Zekeriyaköy, Sarıyer
Zekeriyaköy là một xã thuộc huyện Sarıyer, tỉnh Istanbul, Thổ Nhĩ Kỳ. Dân số thời điểm năm 2010 là 13.817 người.